# Lucian Bălan
Lucian Băla (Bucarest, 25 de juny de 1959 - Baia Mare, 12 de novembre de 2015) va ser un futbolista romanès que jugava en la demarcació de migcampista.

## Internacional
Va jugar un únic partit amb la selecció de futbol de Romania. Es va celebrar el 8 d'abril de 1987, en qualitat d'amistós, contra Israel, partit que va finalitzar amb victòria romanesa per 3-2 després dels gols de Septimiu Câmpeanu, Miodrag Belodedici i Ioan Kramer.

## Clubs

### Com a futbolista
| Club               | País | Any         | Partits | Gols |
| ------------------ | ---- | ----------- | ------- | ---- |
| FC Baia Mare       |      | 1978 - 1985 | 164     | 17   |
| Steaua de Bucarest |      | 1985 - 1989 | 87      | 5    |
| K Beerschot VAC    |      | 1989 - 1990 | 11      | 1    |
| Real Murcia CF     |      | 1990        | 17      | 0    |
| Steaua de Bucarest |      | 1990 - 1991 | 15      | 0    |

### Com a entrenador
| Club              | País | Any         |
| ----------------- | ---- | ----------- |
| FC Baia Mare      |      | 1993 - 1994 |
| Phoenix Baia Mare |      | 1994        |

## Palmarès

### Campionats estatals
| Títol           | Club               | País    | Any  |
| --------------- | ------------------ | ------- | ---- |
| Lliga II        | FC Baia Mare       | Romania | 1983 |
| Lliga I         | Steaua de Bucarest | Romania | 1986 |
| Lliga I         | Steaua de Bucarest | Romania | 1987 |
| Lliga I         | Steaua de Bucarest | Romania | 1988 |
| Lliga I         | Steaua de Bucarest | Romania | 1989 |
| Copa de Romania | Steaua de Bucarest | Romania | 1987 |
| Copa de Romania | Steaua de Bucarest | Romania | 1988 |
| Copa de Romania | Steaua de Bucarest | Romania | 1989 |

### Campionats internacionals
| Títol                        | Club               | País    | Any  |
| ---------------------------- | ------------------ | ------- | ---- |
| Lliga de Campions de la UEFA | Steaua de Bucarest | Romania | 1986 |
| Supercopa d'Europa           | Steaua de Bucarest | Romania | 1986 |